# Kayabaşı, Keşap
Kayabaşı là một xã thuộc huyện Keşap, tỉnh Giresun, Thổ Nhĩ Kỳ. Dân số thời điểm năm 2011 là 368 người.